# 駒場駅

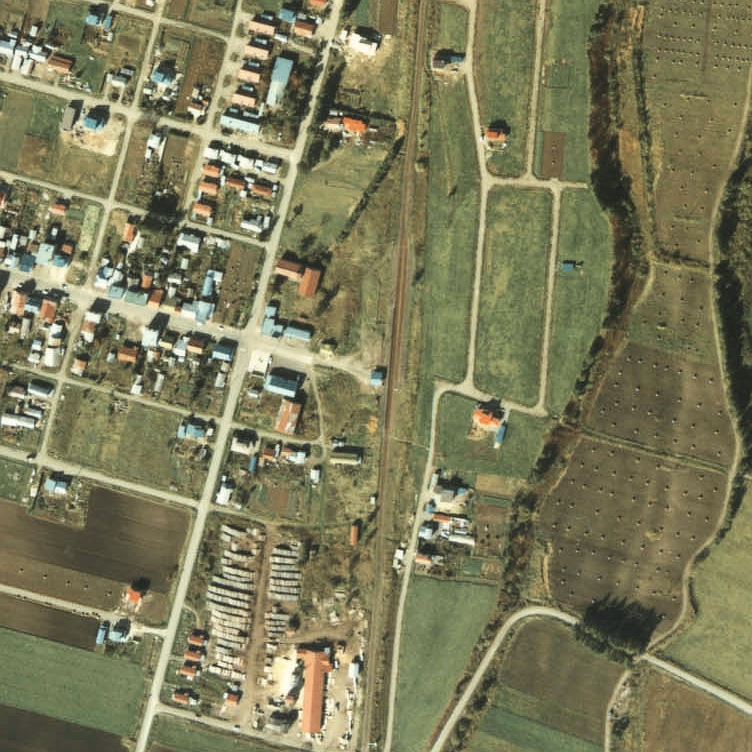
1977年の駒場駅と周囲約500m範囲。上が士幌方面。

駒場駅（こまばえき）は、かつて北海道河東郡音更町駒場に設置されていた、日本国有鉄道（国鉄）士幌線の駅である。電報略号はコハ。事務管理コードは▲111403。

## 歴史
- 1925年（大正14年）12月10日 - 国有鉄道の駅として開業。一般駅[2]。
- 1970年（昭和45年）9月10日 - 貨物・荷物の取り扱いを廃止（特別扱小荷物（新聞、雑誌）のみ取り扱い）[2][3]。同時に無人駅化[4][5]。
- 1974年（昭和49年）10月1日 - 特別扱小荷物の取り扱いを廃止[2]。
- 1976年（昭和51年）9月11日 - 駅舎を改築[4]。
- 1987年（昭和62年）3月23日 - 士幌線の全線廃止に伴い、廃駅となる[2]。

### 駅名の由来
開設当時、付近に十勝種馬所（その後十勝種畜牧場を経て、現：独立行政法人家畜改良センター十勝牧場）が所在することによる。

## 駅の構造
廃止時点で、単式ホーム1面1線を有する無人駅であったが、当初は相対式ホーム2面2線を有する列車行き違い可能駅であった。

## 周辺
- 北海道道337号上士幌士幌音更線
- 北海道道133号音更新得線
- 独立行政法人家畜改良センター十勝牧場
- 北海道音更高等学校
- 地域気象観測所「駒場」
- 北海道拓殖バス「駒場ターミナル」停留所
- 音更川

## 駅跡
鉄道設備を撤去後、バスの待合室が設置され小公園「ききょうの里」として整備されている。2014年（平成26年）10月に駅跡を示す案内板が設置されており（木野駅・音更駅・武儀駅跡と同仕様）、2018年（平成30年）7月においても同様であった。

## 隣の駅
日本国有鉄道
士幌線
音更駅 - 駒場駅 - 武儀駅